# Acrapex santonis
Acrapex santonis là một loài bướm đêm trong họ Noctuidae.